# Jean-Baptiste Nguini Effa
Pour les articles homonymes, voir Nguini et Effa.
Jean-Baptiste Nguini Effa est un ancien grand patron camerounais. Il a dirigé la SCDP et a séjourné pendant 15 ans dans les geôles de Kondengui.

## Biographie

### Enfance, éducation et débuts
est né le 15 mai 1955 à Moloundou au Cameroun dans le Département de la Mefou et Akono, marié et père de trois enfants. Militant actif du Rassemblement Democratique du Peuple Camerounais, il a été depuis 1992 désigné à plusieurs reprises Président Communal pour la campagne RDPC dans son département. Après des études primaires à Akonolinga et à Mbalmayo de 1960 à 1967, il obtient à 18 ans son Baccalauréat C au Collège Vogt à Yaoundé de 1967 à 1973, Jean-Baptiste Nguini Effa est ingénieur de formation, Boursier du gouvernement camerounais pendant 10 ans, il fera toutes ses études universitaires et supérieures en France dans un premier temps à  l'université de Caen où il obtient  de 1973 à 1975 le Diplôme d'étude universitaire générales s(Deug A) en sciences des structures et de la matière, une Licence en Chimie physique et organique de 1975  à 1976 et une la maîtrise en Chimie minérale et organique, analyse et structurale de 1976 à 1977  puis à l'université de Marseille où il obtient le Diplôme d'Ingénieur de l'Institut de Pétrochimie et de Synthèse Organique Industrielle de 1978 à 1979, le Diplôme d'Etudes Supérieures Approfondies option Pétrochimie de 1977 à 1979, le Doctorat d'État en Sciences Physiques de1979 à 1983.

### Carrière
de retour au Cameroun il a commencé sa carrière comme ingénieur chargé de l'étude des projets pétrochimiques  à la sous-direction des hydrocarbures au ministère des mines de l'eau et de l'énergie en 1983 à 1984 avant son recrutement par le département de chimie organique de la faculté des sciences de l'université de Yaoundé comme chargé de cours de 1984 à 1988 , ensuite  en tant que chargé des études ou il est chef de division et de la formation des stages au ministère de la fonction publique du Contrôle de l'État de Septembre de 1988 à décembre 1990 , par la suite il est directeur des bourses de la planification et de l'orientation universitaire au ministère de l' éducation supérieur de  décembre 1990 à 1992; dans la progression de son parcours il devient aussi secrétaire général de la Société Camerounaise des Dépôts Pétroliers  du 21 mars 1994 au 18 juin 2009.Bien que le Dr NGUINI EFFA ait contribué à la modernisation et à la sécurisation des installations, son style flamboyant et médiatique lui a valu des ennemis dans un contexte marqué par des tensions sociales et politiques. Son nom est régulièrement cité dans une presse souvent biaisée, avant son arrestation et sa détention préventive depuis 24 mois pour des accusations de mauvaise gestion non établies juridiquement selon le droit OHADA. Il affirme n'avoir agi que dans l'exercice de ses fonctions.Le 29 aout 2024, il est libéré de prison après 15 ans de détention. Il avait été jugé pour une affaire de détournement d'environ 2 milliards de francs et ensuite été incarcéré après un jugement suivi d'une condamnation par le TCS.Il est auteur des ouvrages :
- De la tour Elf à la prison de New Bell[5].
- Les hydrocarbures dans le Monde, en Afrique et au Cameroun[6].

## Distinctions
- Médaille du travail en Argent, Vermeil et Or
- Chevalier puis officier de l'Ordre National de la Valeur